# Hugo Verpoest

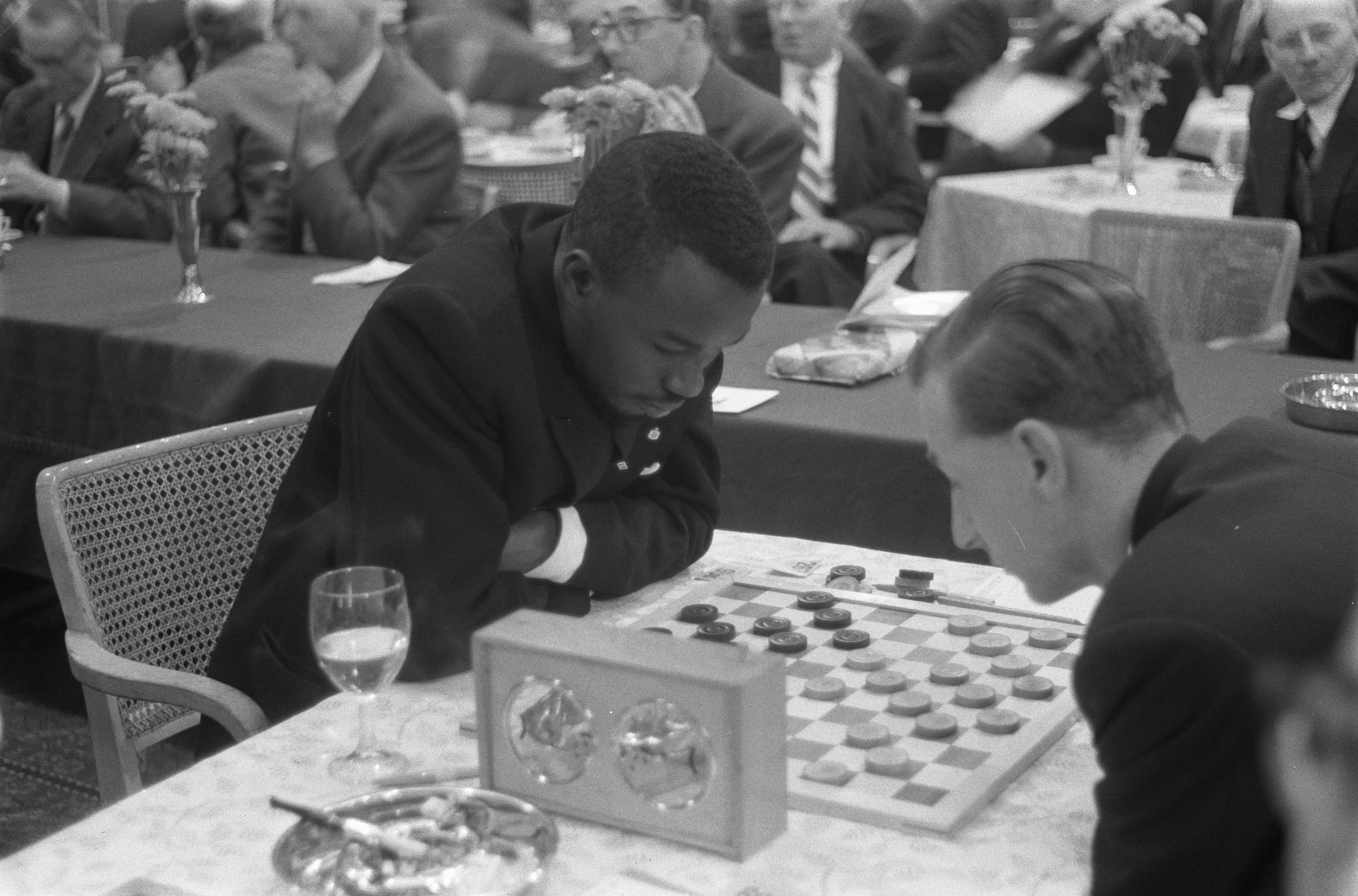
Hugo Verpoest (rechts) tegen Baba Sy tijdens het WK dammen in 1960.

Hugo Verpoest (17 mei 1935 - 29 september 2012) was een Belgisch dammer.

## Levensloop
Hugo Verpoest behaalde zijn eerste Belgische titel in 1957. Hij wordt na zijn broer Oscar Verpoest beschouwd als de sterkste Belgische dammer ooit. In totaal behaalde hij 18 Belgische titels. Samen met zijn broer Oscar overheerste hij van 1951 tot 1985 het Belgisch kampioenschap, wat enkel in 1962 door de Brusselaar Maurice Verleene werd onderbroken.
Hij werd wereldkampioen correspondentie-dammen in 1955.
Ook nam hij deel aan verschillende wereldkampioenschappen met als hoogtepunt een 8e plaats in 1964.
Hugo heeft de titel van Internationaal Meester (MI) en Nationaal Grootmeester (GMN).
In 2007 ontving hij de 'Distinguished Career Prize' (Prix pour une carrière exceptionelle) van Fédération Mondiale du Jeu de Dames.
Hugo Verpoest overleed op 29 september 2012 ten gevolge van complicaties na een openhartoperatie.

## Erelijst
- Wereldkampioen correspondentie-dammen 1955
- 18 x Kampioen van België 1957, 1960-1961, 1963-1968, 1970-1971, 1973-74, 1978-1982.
- 9 x Kampioen van België Blitz 1965, 1968, 1973-1974, 1979-1980, 1982, 1984-1985.